# Muziekacademie Krakau

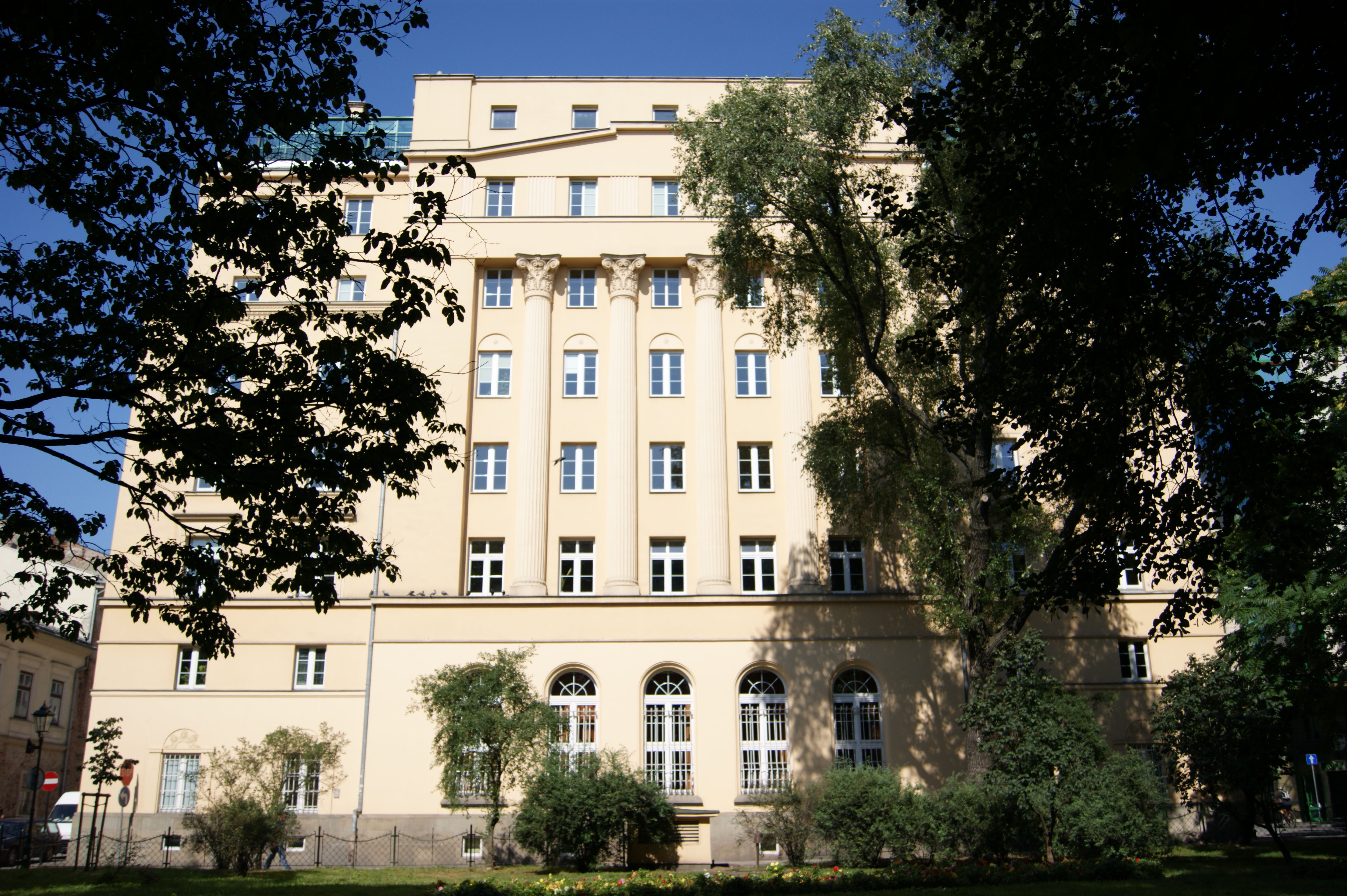
Akademia Muzyczna w Krakowie (Muziekacademie Krakau)

De Muziekacademie Krakau (Pools: Akademia Muzyczna w Krakowie) in Krakau, Polen, werd opgericht op 7 februari 1888 door de Poolse componist Władysław Żeleński.

## Geschiedenis
De geschiedenis van de academie gaat terug op het oorspronkelijke Konserwatorium Muzyczne w Krakowie (Muziekconservatorium Krakau). Tijdens de Eerste Wereldoorlog rustte de opleiding in dit instituut. Tussen de beide wereldoorlogen in de jaren 1920 beleefde de school een grote bloei en groeide onder de bezielende leiding van respectievelijk Wiktor Barabasz en Bolesław Wallek-Walewski. Ook tijdens de Tweede Wereldoorlog werd de academie gesloten door de bezetter, maar men ging ondergronds voort en na de oorlog werd zij werd heropend en kreeg in 1946 de naam Państwowej Wyższej Szkoły Muzycznej (Staatshogeschool voor Muziek). De eerste rector was toen professor Zbigniew Drzewiecki, een in Polen bekende pianist en muziekpedagoog. Op 28 september 1979 kreeg het instituut zijn huidige naam Akademia Muzyczna w Krakowie (Muziekacademie Krakau).

## Tegenwoordig
Nu, in 2007, studeren rond 650 studenten aan deze academie en 280 docenten, professoren en beheerspersoneel staan er voor klaar. Naast drie concertgebouwen behoort ook een uitgebreide bibliotheek met rond 50.000 boeken, partituren en audiovisuele formaten tot de academie.

## Rectoren van de academie sinds oprichting
- 1888-1921 Władysław Żeleński
- 1921-1928 Wiktor Barabasz
- 1929–1938 Michał Julian Piotrowski
- 1938-1939 Bolesław Wallek-Walewski
- 1945-1952 prof. Zbigniew Drzewiecki
- 1952-1955 prof. Stefania Łobaczewska-Gérard de Festenburg
- 1955-1963 prof. Bronisław Rutkowski
- 1964-1966 prof. Eugenia Umińska
- 1966-1969 prof. Jan Hoffman
- 1969-1972 prof. Józef Chwedczuk
- 1972-1987 prof. Krzysztof Penderecki
- 1987–1993 prof. Krystyna Mszumańska-Nazar
- 1993–1999 prof. Marek Stachowski
- 1999-2002 prof. Barbara Świątek-Żelazna
- 2002-2004 prof. Marek Stachowski
- 2004-2012 prof. Stanisław Krawczyński
- Sinds 2012 prof. Zdzisław Łapiński

## Eredoctoren
- 1994 – prof. dr. Krzysztof Penderecki
- 1997 – dr. Paul Sacher
- 2001 – prof. dr. hab. Mieczysław Tomaszewski
- 2003 – prof. dr. Helmuth Rilling
- 2005 – Peter Lukas Graf
- 2007 – Krystyna Moszumańska-Nazar
- 2008 – Henryk Mikołaj Górecki
- 2013 – Paul Badura-Skoda
- 2015 – paus Benedictus XVI